# What the Hell Just Happened?
What the Hell Just Happened? är en låt framförd av den brittiska musikgruppen Remember Monday. Låten, som är skriven av gruppen tillsammans med Julie Aagaard, Kes Kamara, Sam Brennan, Thomas Stengaard och Tom Hollings, representerade Storbritannien i Eurovision Song Contest 2025 i Basel i Schweiz där den slutade på 19:e plats.